# Anita Meinarte
Anita Meinarte (* 25. Dezember 1955 in Riga) ist eine lettische Historikerin und Museumsleiterin.
Meinarte ist Vizeleiterin (Sammlungen) am Lettischen Nationalmuseum für Geschichte in Riga. Sie ist im Wissenschaftlichen Beirat des Hauses der Europäischen Geschichte in Brüssel.

## Schriften
- Gut und Gutsbesitzer im Lettland des 18. und 19. Jahrhunderts: [Historisches Museum Lettlands; Museumsführer], 2002
- The sacral art : end of the 12th century – 1st half of the 20th century, Riga 2003 ISBN 978-9-984935553
- The historical portrait of the 17th-18th century in Latvia: paintings, engravings, maps, medals and coins from the collections of the History Museum of Latvia, Riga 2004 ISBN 978-9-984747033
- Latvijas viduslaiku pilis [Die mittelalterlichen Burgen in Lettland]. 6: Pētījumi par Vidzemes un Zemgales pilīm  [Forschungen über die Burgen in Livland und Semgallen]. Zusammengestellt  v.  Ieva  Ose. Rīga: Latvijas vēsturesinstitūta  apgāds 2009. ISBN 978-9984-82416-1
- Inta Pujāte und Dainis Bruģis (Hrsg.): Das Porträt in Lettland. 19. Jahrhundert (Portrets Latvijā), Neputns, Riga 2014 (zur Ausstellung in Schloss Rundāle 2008) ISBN 978-9-934-512-24-7
- Ēveles draudzes mācītāja Antona Georga Boses zīmējumi Latvijas Nacionālā vēstures muzeja krājumā (The book drawings of Anton Georg Bose, the Pastor of Ēvele Parish) Riga 2017 (zu Anton Georg Bose) ISBN 978-9934-565-31-1